# بلینگ‌ولده
بلینگ‌ولده (به هلندی: Bellingwolde) یک منطقهٔ مسکونی در هلند است که در بلینگ‌وده واقع شده‌است. بلینگ‌ولده ۲٬۴۰۰ نفر جمعیت دارد.